# Nicholas Gruner
Nicholas Nightingale Gruner (Montréal, 4 maggio 1942 – Fort Erie, 29 aprile 2015) è stato un presbitero, scrittore e teologo canadese, promotore del messaggio di Nostra Signora di Fátima, apparsa in Portogallo nel 1917. L'interpretazione di questo messaggio da parte di padre Gruner è ritenuta controversa, anche da altri gruppi di cattolici tradizionalisti.

## Biografia
Quinto dei sette figli di Malcolm e Jessie (nata Mullally) Gruner, padre Gruner nasce a Montréal, in Canada. La sua nonna paterna ha sostenuto che la famiglia fosse imparentata con Florence Nightingale. Laureatosi presso l'Università McGill, ha poi ottenuto una laurea magistrale in teologia presso la Pontificia università "San Tommaso d'Aquino" di Roma. È ordinato presbitero ad Avellino il 22 agosto 1976 dal vescovo Pasquale Venezia.
Nel 1978 fonda il periodico Fatima Crusader (in italiano Crociato di Fatima), dedicato a Nostra Signora di Fátima, che è anche il primo giornale dedicato alla preghiera del rosario. Nei primi anni ottanta il Fatima Crusader inizia a concentrarsi sulla controversia della consacrazione della Russia.
Gruner inizia quindi una campagna radiotelevisiva per diffondere il suo punto di vista. Sin dai primi anni novanta le campagne mediatiche di Gruner risulteranno in una crescita di sostenitori, tanto che si ritiene che le associazione a lui collegate abbiano raggiunto i 400.000 aderenti. Il Crusader continuerà a domandare una consacrazione della Russia da parte della Chiesa, sostenendo che tale atto sia sempre più urgente. Nei suoi ultimi anni Gruner si avvicinerà a gruppi vicini al cattolicesimo tradizionalista, che ritengono che i documenti del Concilio Vaticano II inerenti alla pastorale siano un fallimento e debbano essere annullati.
Gruner muore nella notte del 29 aprile 2015 per colpa di un attacco di cuore mentre sta lavorando nel suo ufficio del Fatima Center a Fort Erie, in Ontario.

## IlFatima Crusader
Gruner e il suo giornale, il Fatima Crusader, presero una posizione critica nei riguardi dell'atteggiamento dei papi sulle apparizioni di Fatima, in modo particolare la richiesta di consacrazione della Russia.
Quando alla fine l'Unione Sovietica si disgregò nel 1991, gruppi legati al messaggio di Fatima come la Blue Army of Our Lady of Fatima e il Fatima Family Apostolate ne furono lieti, trovando in questo avvenimento la prova dell'efficacia della consacrazione del mondo al Cuore Immacolato di Maria effettuata da Giovanni Paolo II nove anni prima.
Il teologo Colin Donovan criticò il Fatima Crusader, dicendo che "Quel periodico attacca chiunque sia in disaccordo con le opinioni di padre Gruner su Fatima, mostrando disprezzo per tutti gli altri apostoli di Fatima. Questi includono sacerdoti come padre Robert Fox, il cui Fatima Family Apostolate ha propagato il messaggio di Fatima davanti a uditori così grandi che padre Gruner può solo sperare di riunire".
Dalla sua base a Fort Erie, cittadina canadese vicina alla storica fortezza Fort Erie, Gruner dirigeva la sua crociata televisiva, radio e di stampa. Nonostante le successive dichiarazioni della Congregazione per la dottrina della fede e dell'ultima veggente suor Lúcia dos Santos,che presumibilmente ha respinto le interpretazioni di Gruner sulla necessaria consacrazione della Russia, le critiche del sacerdote canadese continuarono. Alcune critiche sull'approccio del Vaticano col terzo segreto suggeriscono che a suor Lucia fu chiesto di riservarsi dal rivelare la verità sul messaggio di Fatima. Lo scrittore e opinionista Carlos Evaristo, usando le parole di John Allen, ritiene le vicende di Gruner esempio di "un tutti contro tutti esegetico che ha a lungo permeato gli ambienti legati a Fatima", dicendo che "Quello che è avvenuto col messaggio di Fatima è che ciò che suor Lucia ha raccontato non è mai stato interpretato. Questo spazio è stato abbandonato a ogni sorta di strana teoria".
Il Southern Poverty Law Center, un'organizzazione non profit impegnata nella tutela dei diritti civili, ha accusato il Fatima Crusader di Gruner dopo che questo aveva pubblicato articoli ritenuti antisemiti. L'Anti-Defamation League identifica Gruner come un negazionista dell'olocausto che ha promosso teorie della cospirazione sul complotto ebraico per rovesciare la civiltà cristiana, e il Fatima Center come un'organizzazione radicale cattolica con visione antisemite.

## Sospensione
Nel 1989 viene ordinato a Gruner dal vescovo Gerardo Pierro, suo superiore ecclesiastico, di rientrare ad Avellino, nella sua diocesi di incardinazione. Quando questo non diede risposta, Antonio Innocenti, prefetto della Congregazione per il clero, gli scrisse per avvisarlo che il suo mancato ritorno risulterebbe nella sua sospensione a divinis. Gruner non intraprenderà il ritorno richiestogli. Nel 1994, il nuovo vescovo di Avellino Antonio Forte emanò un decreto che dichiarava Gruner un prete "errante". Nel 1996 Gruner è sospeso dai suoi ruoli sacerdotali. Ha presentato ricorso contro la sospensione, ma senza successo.
Nel settembre del 2001, la Congregazione per il clero dichiarò che la sospensione di Gruner era "confermata da una sentenza definitiva del Supremo tribunale della Segnatura apostolica." Secondo lui non è mai stato sospeso veramente. Gruner è poi incardinato nell'arcidiocesi di Hyderabad, ma rimane sospeso. L'arcidiocesi di Toronto e la diocesi di London (in Ontario) vietano ai loro sacerdoti di supportare l'organizzazione di Gruner.
Il 23 ottobre 2012 Gruner, assieme all'avvocato statunitense tradizionalista Christopher Ferrara, appare davanti al quartier generale dell'Unione europea a Strasburgo per supportare una mozione che chiedeva al parlamento europeo di approvare dichiarazione che invitasse papa Benedetto XVI ad effettuare la Consacrazione della Russia al Cuore Immacolato di Maria. Gruner e Ferrara furono invitati a parlare ad una conferenza stampa dagli sponsor della mozione, gli europarlamentari Mario Borghezio e Lorenzo Fontana.
Nel 2014 venne programmata la partecipazione di Gruner al 44º anniversario delle presunte apparizioni a Bayside nel Queens il 22 giugno. L'evento aveva come scopo la raccolta di donazioni per il St. Michael’s World Apostolate. In risposta a ciò, il cancelliere della diocesi di Brooklyn, mons. Anthony Hernandez, inviò un comunicato a tutti i sacerdoti locali mettendoli in guardia dal prete sospeso che incoraggiava queste devozioni e che stava pianificando una visita nel Queens: "... Dato che padre Gruner rimane sospeso e che le presunte apparizioni di Bayside sono state rigettate dalle autorità ecclesiastiche legittime, i fedeli sono fortemente scoraggiati dal partecipare a qualsiasi evento connesso a padre Gruner o al St. Michael’s World Apostolate."